# Bam Bam
«Bam Bam» — песня кубинско-американской певицы Камилы Кабельо при участии британского автора-исполнителя Эда Ширана.
Она вышла на лейбле Epic Records как второй сингл с третьего студийного альбома Кабельо Familia 4 марта 2022 года, на следующий день после её 25-летия. «Bam Bam» — это поп-песня, вдохновленная тропической музыкой, с припевами, наполненными сальсой и рефреном в стиле реггетон. Это второе сотрудничество между Кабельо и Шираном после сингла Ширана «South of the Border», в котором также участвовала американская рэперша Карди Би, из четвёртого студийного альбома Ширана No.6 Collaborations Project (2019). На обложке изображена Кабельо, сидящий на бордюре с испорченным макияжем. Авторами песни стали сами Кабельо и Эд Ширан, а также Эрик Фредерик, Эдгар Баррера, Чече Алара, Скотт Харрис.

## Музыкальное видео
Премьера клипа на песню «Bam Bam», режиссером которого выступила Миа Барнс, состоялась 4 марта 2022 года. До выхода клипа Кабельо делилась тизерами в социальных сетях, включая совместный тизер Кабельо и Ширана, который получил 7 миллионов просмотров ещё до основной премьеры клипа. Через 6 часов после выхода клип набрал 1 миллион просмотров.

## Отзывы
«Bam Bam» получила положительные отзывы критиков. Official Charts Company проанализировала песню перед выпуском и описала её как «боп о расставании, а не как типичная песня о расставании. В то время как начальные слова документально подтверждают, что отношения закончились, их сопоставление с энергичным ритмом акустической гитары говорит о том, что Камила чувствует оптимизм» и «В вокале Камилы есть деликатное, непринужденное качество, идеально дополняющее меланхоличную тему песни. „Bam Bam“ быстро проявляет себя как песня о принятии, надежде и счастье». Rolling Stone в своей рецензии отметил: «Камила Кабелло привнесла azúcar [сахар] во все нужные места, выпустив свою песню „Bam Bam“ (при участии Эда Ширана), пропитанную кумбией».
Billboard описал эту песню как «(гитарный) поп-номер (который) источает латинское очарование, с теплым тропическим бризом, дующим сквозь него».

## Концертные исполнения
Камила Кабельо впервые представила «Bam Bam» 4 марта в прямом эфире на телевидении в программе The Late Late Show with James Corden. Кабельо пела и танцевала на барной стойке под аплодисменты танцоров и подыгрывала куплет сингла, который поёт Эд Ширан (он не присутствовал на шоу).

## Позиции в чартах

### Еженедельные чарты
| Чарт (2022)                            | Высшая позиция |
| -------------------------------------- | -------------- |
| Австралия (ARIA)                       | 11             |
| Австрия (Ö3 Austria Top 40)            | 7              |
| Бельгия/Фландрия (Ultratop 50)         | 7              |
| Бельгия/Валлония (Ultratop 50)         | 2              |
| Канада (Billboard Canadian Hot 100)    | 4              |
| Канада (Billboard AC)                  | 2              |
| Канада (Billboard CHR/Top 40)          | 2              |
| Канада (Billboard Hot AC)              | 4              |
| Чехия (Singles Digitál Top 100)        | 35             |
| Дания (Tracklisten)                    | 11             |
| Франция (SNEP)                         | 7              |
| Германия (GfK)                         | 12             |
| Мир (Billboard Global 200)             | 5              |
| Венгрия (Rádiós Top 40)                | 21             |
| Венгрия (Single Top 40)                | 6              |
| Венгрия (Stream Top 40)                | 27             |
| Ирландия (IRMA)                        | 4              |
| Италия (FIMI)                          | 12             |
| Япония (Billboard Japan Hot 100)       | 57             |
| Нидерланды (Dutch Top 40)              | 2              |
| Нидерланды (Single Top 100)            | 6              |
| Новая Зеландия (Recorded Music NZ)     | 21             |
| Норвегия (VG-lista)                    | 18             |
| Польша (Polish Airplay Top 100)        | 3              |
| Португалия (AFP)                       | 5              |
| Словакия (Rádio — Top 100)             | 1              |
| Словакия (Singles Digitál Top 100)     | 3              |
| Испания (PROMUSICAE)                   | 22             |
| Швеция (Sverigetopplistan)             | 29             |
| Швейцария (Schweizer Hitparade)        | 3              |
| Великобритания (OCC UK Singles)        | 7              |
| США (Billboard Hot 100)                | 21             |
| США (Billboard Adult Contemporary)     | 21             |
| США (Billboard Adult Pop Airplay)      | 12             |
| США (Billboard Dance/Mix Show Airplay) | 30             |
| США (Billboard Pop Airplay)            | 10             |
| США (Billboard Rhythmic)               | 36             |

## Сертификации
| Регион                                                                      | Сертификация | Продажи |
| --------------------------------------------------------------------------- | ------------ | ------- |
| Австралия (ARIA)                                                            | Платиновый   | 70 000  |
| Дания (IFPI Danmark)                                                        | Золотой      | 45 000  |
| Франция (SNEP)                                                              | Платиновый   | 200 000 |
| Италия (FIMI)                                                               | Платиновый   | 100 000 |
| Португалия (AFP)                                                            | Платиновый   | 10 000  |
| Испания (PROMUSICAE)                                                        | Платиновый   | 60 000  |
| Великобритания (BPI)                                                        | Золотой      | 400 000 |
| Данные о продажах + прослушиваниях приведены только на основе сертификации. |              |         |

## Хронология издания
| Страна | Дата         | Формат                       | Лейбл | Ссылка |
| ------ | ------------ | ---------------------------- | ----- | ------ |
| Мир    | 4 марта 2022 | Цифровые загрузки стриминг   | Epic  | [ 7 ]  |
| США    | 7 марта 2022 | Hot adult contemporary radio | Epic  | [ 55 ] |
| США    | 8 марта 2022 | Contemporary hit radio       | Epic  | [ 56 ] |